# La Genétouze (Charente-Maritime)
La Genétouze ist eine südwestfranzösische Gemeinde mit 220 Einwohnern (Stand: 1. Januar 2022) im Département Charente-Maritime in der Region Nouvelle-Aquitaine. Sie gehört zum Arrondissement Jonzac und zum Kanton Les Trois Monts. Die Einwohner werden Genétouziens genannt.

## Lage
La Genétouze liegt im Süden der Saintonge etwa 55 Kilometer nordöstlich von Bordeaux. Umgeben wird La Genétouze von den Nachbargemeinden Sauvignac im Nordwesten und Norden, Yviers im Norden, Rioux-Martin im Nordosten, Médillac im Nordosten und Osten, Saint-Aigulin im Osten und Südosten, Boscamnant im Süden sowie Le Fouilloux im Südwesten und Westen.
Im Nordwesten der Gemeinde befindet sich der Circuit de Haute Saintonge, ein Automobilrennkurs, der 2009 mit einer Länge von 2,2 Kilometern eröffnet wurde.

## Bevölkerungsentwicklung
| Jahr                       | 1962 | 1968 | 1975 | 1982 | 1990 | 1999 | 2006 | 2013 | 2019 |
| Einwohner                  | 436  | 379  | 327  | 305  | 268  | 259  | 216  | 209  | 234  |
| Quellen: Cassini und INSEE |      |      |      |      |      |      |      |      |      |

## Sehenswürdigkeiten
- Kirche Saint-Antoine aus dem 12. Jahrhundert, Umbauten aus dem 15. Jahrhundert, Monument historique seit 2000
- Kapelle Saint-Léonard in Cressac, seit 1922 Monument historique
- Kapelle Sainte-Radegonde

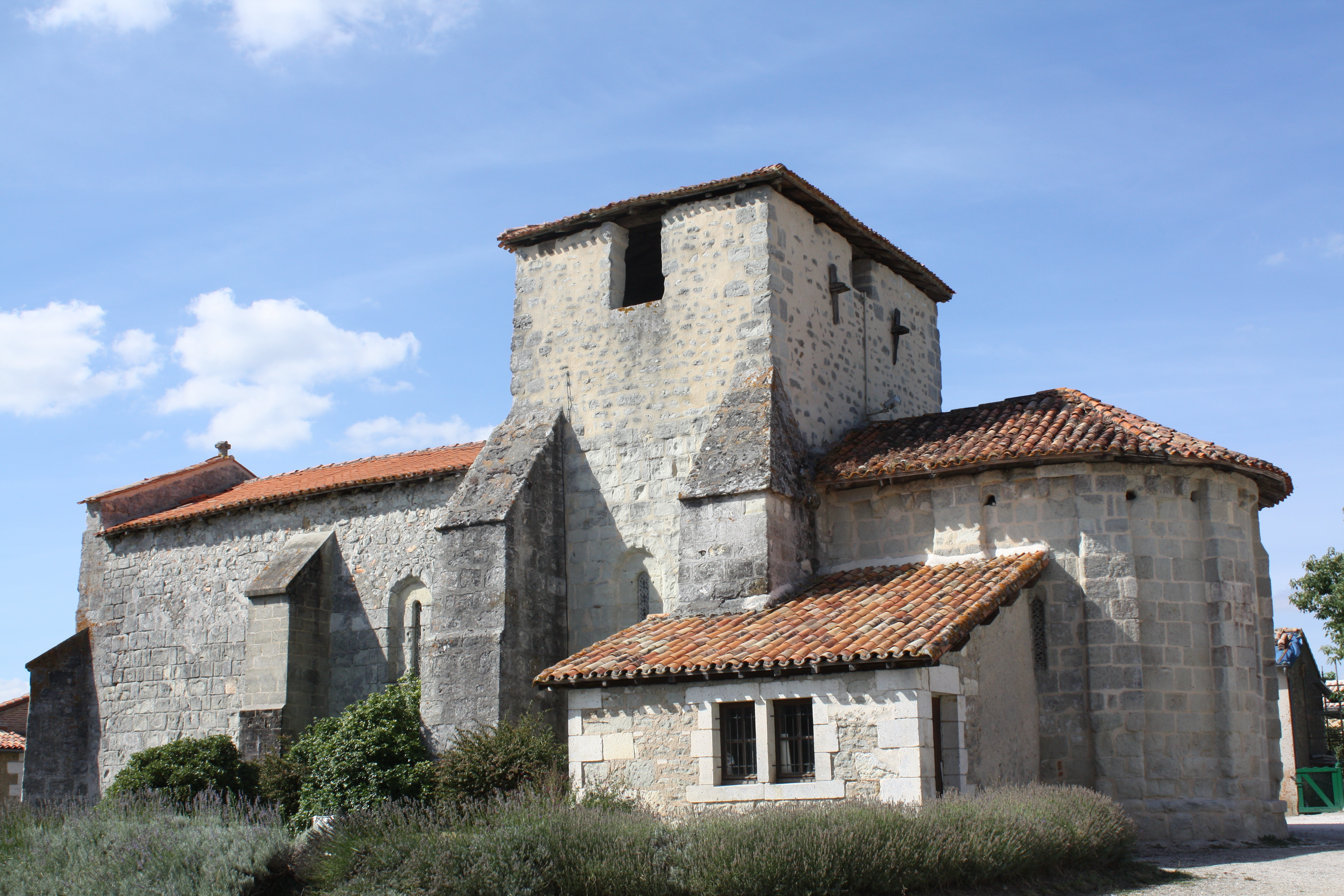
Kirche Saint-Antoine
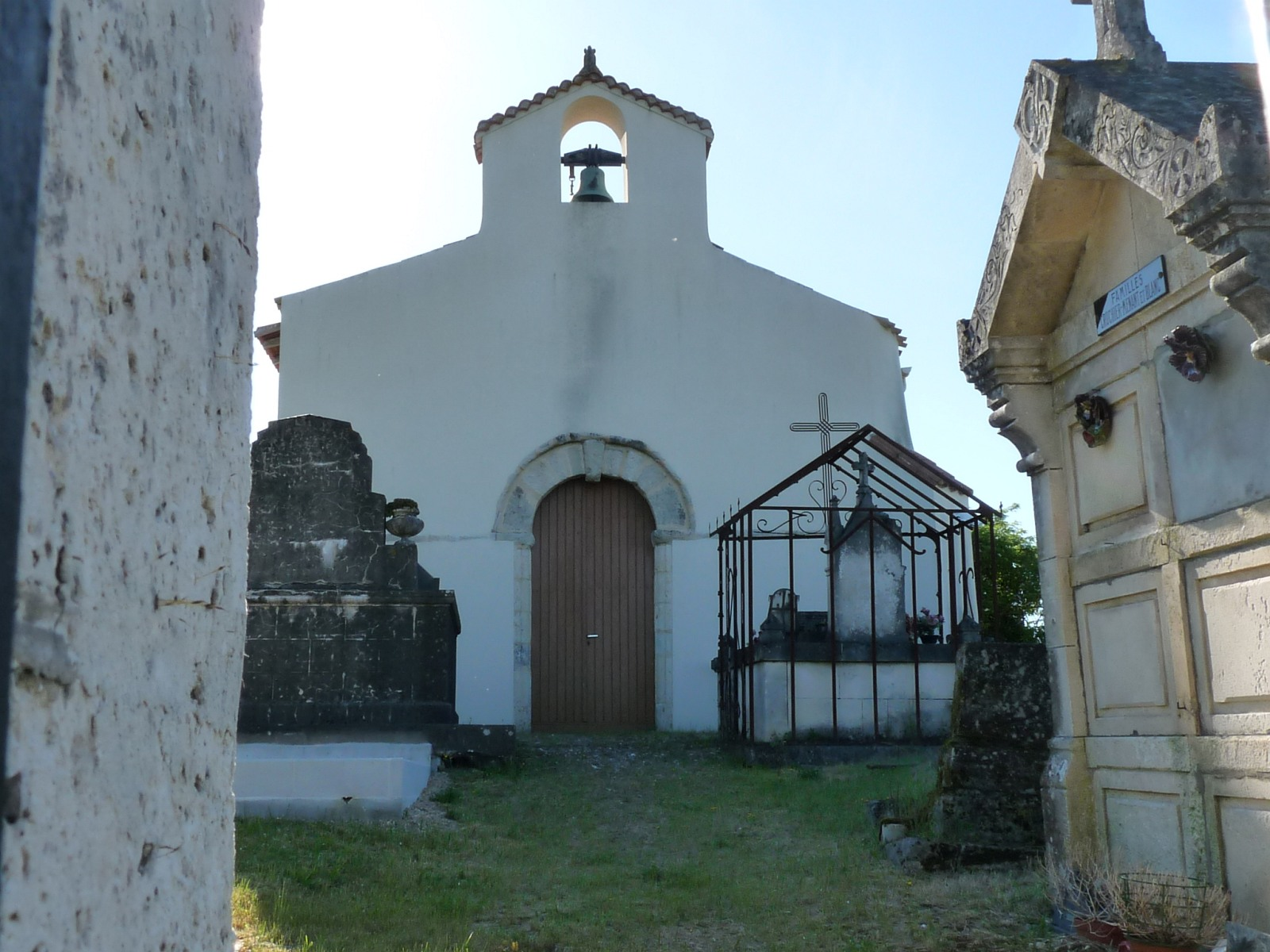
Kapelle Saint-Léonard